# 孟嘉德
孟嘉德（Arthur Sitgreaves Mann；1878年—1907年7月29日）美国圣公会传教士。服务于上海圣约翰大学。
孟嘉德出生于1878年，父亲是纽约州布法罗著名医生马修·德比夏·曼恩（Matthew D. Mann，1845-1921）。1899年，孟嘉德毕业于耶鲁大学，又就读于纽约圣公会总神学院（General Theological Seminary）。曾任纽约州罗切斯特圣保罗堂牧师。1904年，孟嘉德教士受美国圣公会差会差遣，前往中国，在圣约翰学院任职，教授哲学。他把撑杆跳、跨栏、链球等竞技项目引入大学。1905年，孟嘉德开设了中国高校最早的社会学课程。孟嘉德又为约大创作校歌。
1907年7月29日避暑季节，在江西庐山牯岭，驻湖南长沙的雅礼协会传教士、雅礼大学的主要选址人，第一任校长席比义（Warren Seabury，1877－1907）游泳溺水身亡，孟嘉德牧师为营救席比义，也不幸身亡。安葬于牯岭公墓。
1908年9月-1909年9月,上海圣约翰大学建造的高年级学生宿舍，为纪念孟嘉德命名为思孟堂（Mann Hall）。楼高三层，共96间，建筑面积2194平方米。
1920年，上海沪江大学内也建造了一座思孟堂，可能同样为纪念孟嘉德命名。四层红砖建筑，哥特式风格。室内走道有尖券拱。原为沪江大学附中，包括教室、办公室、宿舍，现为上海理工大学第二办公楼。

## 著作
- Thoas: An Epilogue to Goethe's Iphigenie Auf Tauris，New Haven : Tuttle, Morehouse, and Taylor, 1899),
- Price Iyo of Bohemia: A Romantic Tragedy in Five Acts，New York, The Grafton Press,1906